# Patsy Verfaillie
Patsy Verfaillie, met als artiestennaam Patsy Blackstone (Izegem, 23 januari 1973) is een Belgische zangeres.

## Loopbaan
Verfaillie deed haar intrede in de Vlaamse showbusiness in 2002 met haar debuutalbum As I am. Het album bevatte Engelstalige pop/rockliedjes en werd geproduceerd door Evert Verhees. In 2003 werd het nummer (Just) One Day opgenomen voor de tv-serie Flikken.

## Discografie

### Albums
- As I am, 2002

### Singles
- Read between the lines, 2001
- Right to be wrong
- As I am[3]
- The right Time, 2003
- The language of love, 2003
- Shaking out of these chains, 2005, duet single uit met de groep Spark (Claudia Decaluwe en Gunter Van Campenhout)
- Singer in the subway, 2007
- No regrets at all, 2024[4]
- Along the Road, 2025[5]

## Live
Sinds 2004 treedt ze echter meer op als live artieste in de Belgische muziekscene en participeert in bands zoals:
- The Expendables (met muzikanten zoals Tom Van Stiphout, David Poltrock, Joost Van den Broeck, Wladimir Geels);
- Twinsband (samen met zangeressen Claudia Decaluwe, Isabelle A, Xandee, Astrid Roelants, Kim Buttafuoco);
- Woodstock Unplugged[6] (tributeband met leden zoals actrice-muzikante Pascale Michiels en gitaristen Filip Bollaert en Bert Verschueren);
- Women On Top, samen met zangeres Karen Van Severen[7];
- Black And Blonde[8] (met zangeres Claudia Decaluwe);
- Abba4U tribute (met de muziek van de popgroep ABBA)[9];